# 小維爾登巴赫河
50°48′26″N 8°4′55.2″E / 50.80722°N 8.082000°E
小維爾登巴赫河（德語：Kleiner Wildenbach），是德國的河流，位於該國西部，處於北萊茵-威斯特法倫州，屬於維爾德巴赫河的支流，河道全長1.9公里，流域面積1.7平方公里。